# Klaus Tennstedt
Klaus Tennstedt (Merseburg, Alemanha, 6 de junho de 1926 - 11 de janeiro de 1998) foi um maestro alemão. Foi o Maestro Chefe da Orquestra Filarmônica de Londres e da Orquestra da Rádio do Norte Alemão, Diretor Musical da Ópera de Kiel e da Ópera de Dresden e conduziu grandes orquestras, como a Orquestra da Filadélfia, Orquestra Sinfônica de Chicago, Metropolitan Opera House, Filarmônica de Nova Iorque entre outras.

## Carreira
Klau Tennstedt estudou violino e piano no Conservatório de Leipzig. Ele tornou-se o spalla da orquestra, no Teatro Hallé Municipal em 1948. Entretanto, uma lesão no dedo fez sua carreira como violinista terminar ali e ele começou a trabalhar como instrutor dos cantores, no mesmo teatro. Em 1958 ele tornou-se o Diretor Musical da Ópera de Dresden e em 1962, Diretor Musical da Orquestra Estatal Schwerin.
Tennstedt emigrou do Leste Alemão em 1971 e obteve asilo na Suécia. Ele conduziu em Gotenburgo, no Teatro Göteborg e em Estocolmo com a Orquestra Sinfônica da Rádio Sueca. Em 1972, ele tornou-se o Diretor Musical da Ópera de Kiel, na Alemanha. De 1979 a 1982 ele foi o Maestro Chefe da Orquestra da Rádio do Norte Alemão, em Hamburgo.
Em 1974, Tennstedt fez sua estreia na América do Norte, com a Orquestra Sinfônica de Toronto. Sua primeira performance nos Estados Unidos aconteceu com a Orquestra Sinfônica de Boston, em dezembro de 1974, conduzindo a oitava sinfonia de Anton Bruckner. Sua performance foi aclamada pela crítica e público, fazendo dele o Maestro Convidado do Festival de Música de Tanglewood em 1975. Sua estreia operística nos Estados Unidos foi no Metropolitan Opera House, Nova Iorque, em 1983, conduzindo uma performance de Fidelio, de Ludwig van Beethoven. Tennstedt também conduziu a Orquestra da Filadélfia, Orquestra Sinfônica de Chicago e a Filarmônica de Nova Iorque.
Sua estreia em Londres foi com a Orquestra Sinfônica de Londres, em 1976. Em 1977 ele fez sua primeira aparição com a Orquestra Filarmônica de Londres, performance que fez ele ser nomeado o Maestro Convidado Residente da orquestra, em 1980 e eventualmente, o Maestro Residente em 1983. Sua saúde debilitada, no entanto, fez ele sair da orquestra em 1987, sendo assim, nomeado o Maestro Laureado. Ele voltou a orquestra para conduzir concertos de sinfonias de Gustav Mahler em 1991 e 1993. Entretanto, graças a conselhos médicos, Tennstedt retirou-se dos palcos em outubro de 1994.
Suas gravações incluem o ciclo completo das sinfonias de Gustav Mahler.